# Dorstenia alta
Dorstenia alta är en mullbärsväxtart som beskrevs av Adolf Engler. Dorstenia alta ingår i släktet Dorstenia och familjen mullbärsväxter. Inga underarter finns listade i Catalogue of Life.